# Brasse (Einheit)
Brasse gehört zu den alten Maßen auf der Insel Bourbon vor der Einführung der neuen Französischen. Es war ein Längenmaß und entsprach dem Faden. Anwendung des Maßes war die Seefahrt. Der Faden hatte drei verschiedene Werte:
- Kleiner Faden oder Buisenfaden 1 Brasse = 5 Pieds = 1,6242 Meter
- Koopwardersfaden 1 Brasse = 5 ½ Pieds
- Großer Faden 1 Brasse = 6 Fuß (rheinländ.)
- Mauritius 1 Brasse = 1,6242 Meter[1]

In Basel (Schweiz) war es ein Längenmaß und entsprach der kleinen Elle.
- 1 Brasse = 53,98 Zentimeter[1]